# Батьківські збори
«Батьківські збори» — український комедійний фільм 2025 року режисера Дмитра Шмурака від студії Мамахихотала.

## Сюжет
Події фільму розгортаються в шкільному середовищі напередодні Гелловіну. Головні герої — батьки школярів, які збираються в класі, щоб обговорити результати виборів президента школи. Ситуація швидко виходить за межі звичайної бесіди: між дорослими спалахують підозри у фальсифікаціях, виникають взаємні обвинувачення в підкупі та використанні популістичних гасел. Залучаються методи тиску, включно з булінгом і шантажем. Усе це відбувається в боротьбі за перемогу для власної дитини.

## Акторський склад
- Євген Янович
- Антоніна Хижняк
- Олег Маслюк
- Володимир Кравчук
- Назар Задніпровський
- Анастасія Цимбалару

## Знімальна група
- Режисери-постановники: Дмитро Шмурак
- Сценаристи: Іван Мелашенко, Дмитро Андрієнко
- Продюсери: Єгор Олесов, Іван Мелашенко, Павло Черепін, Григорій Шевченко
- Лінійні продюсери: Ольга Максюк

## Виробництво
Фільм «Батьківські збори» створено у співпраці студії Мамахихотала та продакшену United Heroes Group за підтримки медіагрупи 1+1 media. Офіційний тизер фільму вийшов 26 червня 2025 року.